# Arado Ar 81
O Arado Ar 81 foi um protótipo de bombardeiro de mergulho, desenvolvido pela fábrica alemã de aviões Arado, para a concorrência aberta em 1936 pela Luftwaffe, para um bombardeiro de mergulho padrão que seria adotado pela força aérea alemã.
O Ar 81 perdeu a concorrência para o projeto da Junkers, o Junkers Ju 87.

## Desenvolvimento
Em 1934, o Reich Air Ministry ou RLM ( Reichsluftfahrtministerium ) iniciou dois programas paralelos para construir novos bombardeiros de mergulho para a força aérea alemã, para substituir o Heinkel He 50 . O primeiro, denominado Sofort ou programa imediato, visava desenvolver um bombardeiro de mergulho provisório e resultou na produção do Henschel Hs 123 . O segundo, o Sturzbomber programa , visava produzir uma aeronave mais definitiva. Em janeiro de 1935, os requisitos formais para isso foram enviados aos fabricantes de aeronaves alemães. Eles foram escritos em torno do Junkers Ju 87 , do qual o primeiro protótipo já estava em construção. Na verdade, a Luftwaffe já havia dado à Junkers um pedido de 118 aeronaves. No entanto, dois fabricantes receberam um pedido para entregar três protótipos de seus projetos concorrentes: o Heinkel He 118 e o Arado Ar 81. O Blohm & Voss Ha 137 competiu como um empreendimento privado.
A seção da cauda era muito delgada, e a cauda do primeiro protótipo, Ar 81V1, consistia em uma cauda com algum diedro que carregava duas aletas externas e leme, para melhorar o campo de tiro do artilheiro da cauda. No entanto, os testes do final de 1935 em diante revelaram sérios problemas de estabilidade. O segundo protótipo recebeu uma cauda elevada sem diedro, reforçada com escoras, mas isso não resolveu os problemas, e o terceiro protótipo tinha uma cauda completamente retrabalhada, com uma estrutura de lança de seção transversal maior que carregava um único alto tailfin e um grande leme. Este protótipo também tinha um motor Jumo 210Ca que movia uma hélice de passo variável de duas pás, em vez da unidade de passo fixo de três pás instalada nos dois primeiros protótipos.
O armamento defensivo de uma única metralhadora MG 17 fixa, destinada a ser instalada na capota do motor, e uma arma de defesa MG 15 na cabine traseira, provavelmente nunca foi instalado. O mesmo é reivindicado para o suporte para bombas especial abaixo da fuselagem, destinado a lançar uma bomba de 250 kg para longe da hélice em um ataque de mergulho. No entanto, o piloto de teste Kurt Starck afirmou que durante os testes de 1936, o Ar 81 foi a única aeronave capaz de lançar uma bomba de 500 kg em um mergulho vertical, o que indica que um suporte para bombas deve ter sido instalado.
Em sua forma Ar 81V3 desenvolvida, o projeto do Arado era em vários aspectos melhor do que os protótipos Ju 87, incluindo velocidade de nível, capacidade de manobra, alcance e, especialmente, taxa de subida: atingiu 4.000 m em 11 minutos, enquanto o projeto Junkers precisou de 23 minutos . No entanto, o Ju 87 tinha um design mais moderno e seu desempenho poderia ser melhorado com a instalação de motores mais potentes, enquanto o Ar 81 tinha menos potencial de desenvolvimento. Devido ao atraso no redesenho da cauda, o Ar 81V3 apareceu apenas na primavera de 1936, quando o RLM já havia escolhido o Ju 87.